# Geolycosa diffusa
Geolycosa diffusa är en spindelart som beskrevs av Roewer 1960. Geolycosa diffusa ingår i släktet Geolycosa och familjen vargspindlar.
Artens utbredningsområde är Kamerun. Inga underarter finns listade i Catalogue of Life.